# Arte rupestre de Valderredible

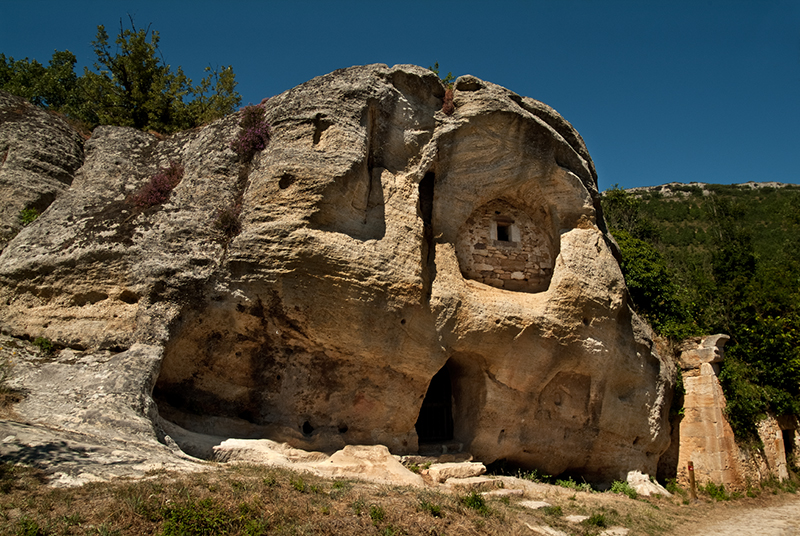
Iglesia rupestre de Arroyuelos.

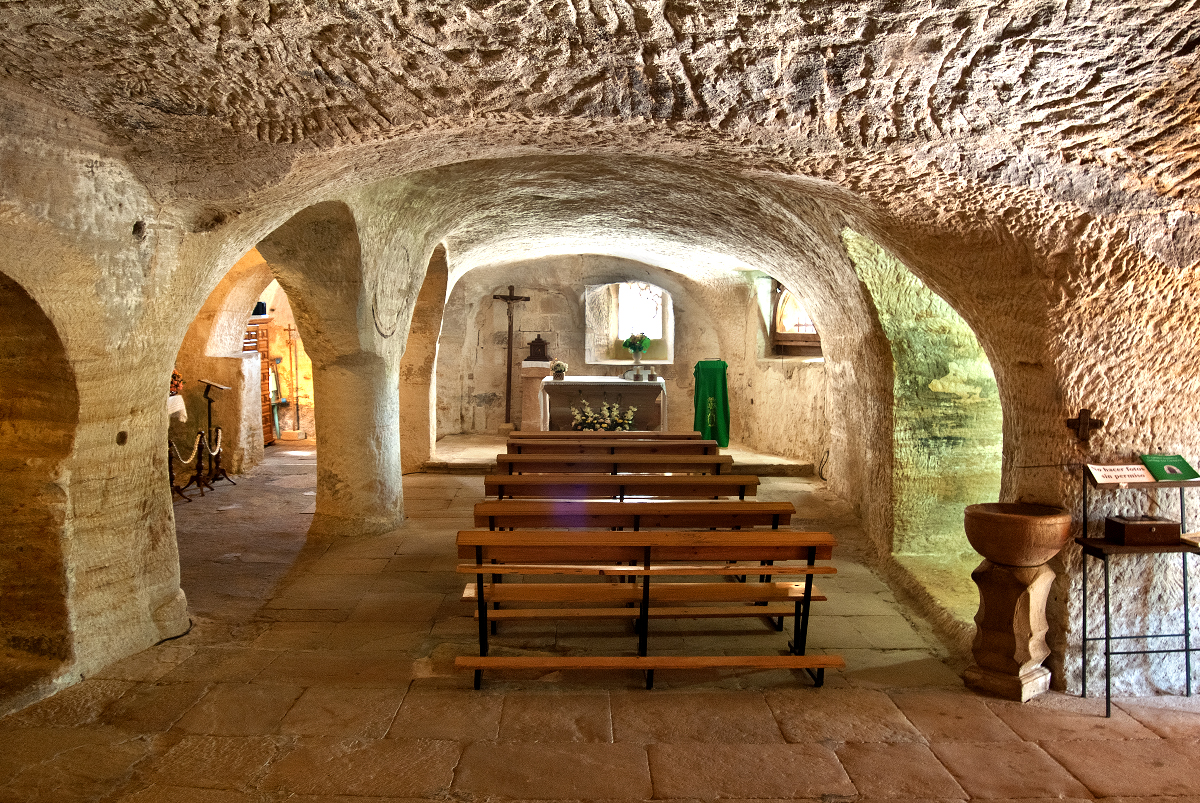
Vista interior de la Iglesia rupestre de Santa María de Valverde.

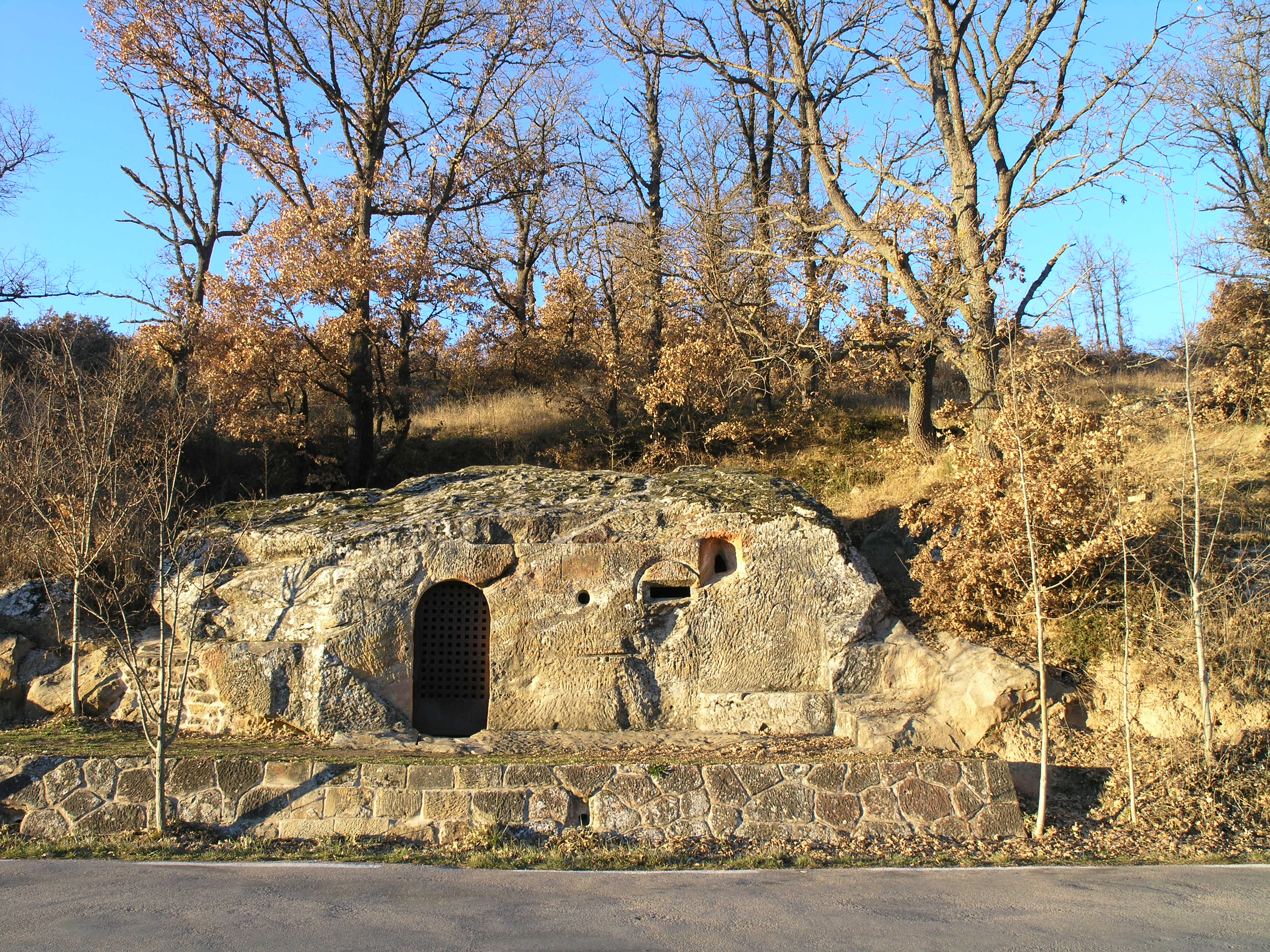
Iglesia rupestre de Cadalso.

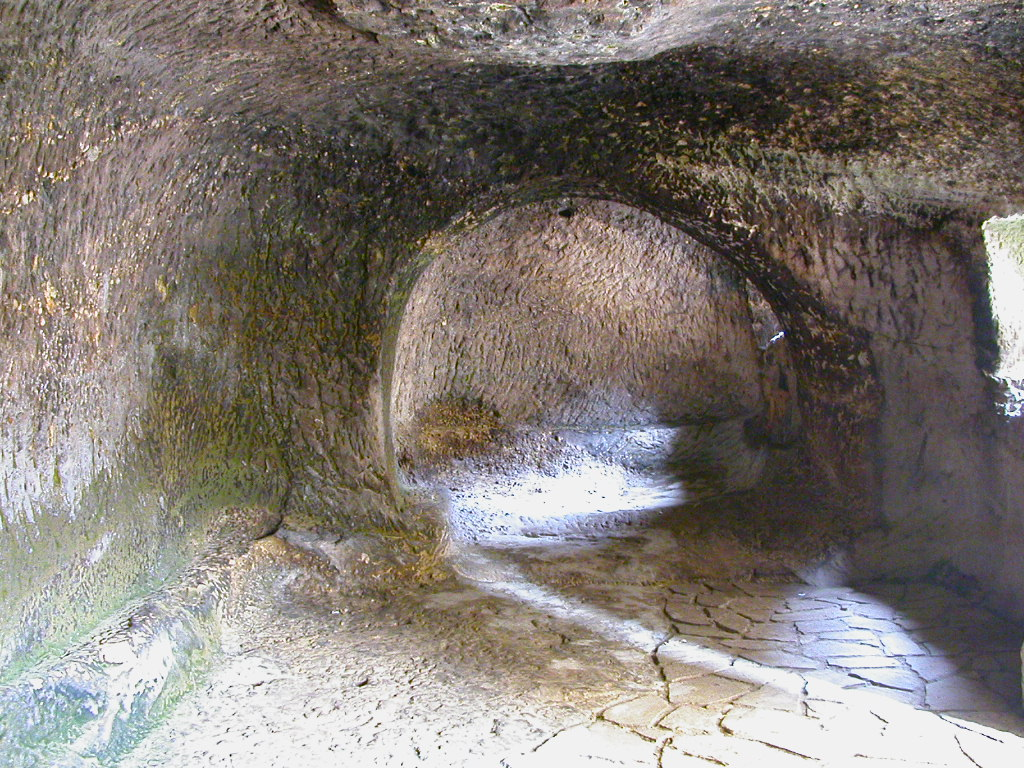
Interior de la ermita rupestre de Campo de Ebro.

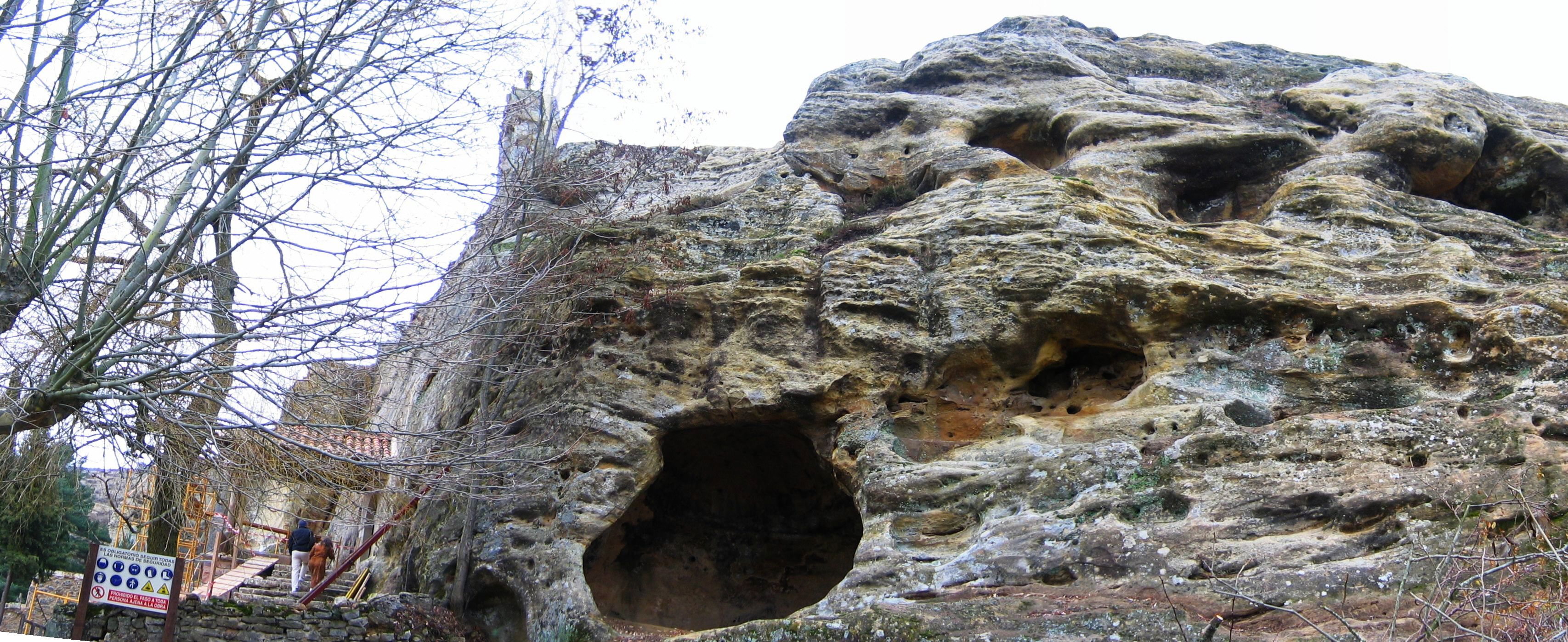
Iglesia de los Santos Justo y Pastor en Olleros de Pisuerga.

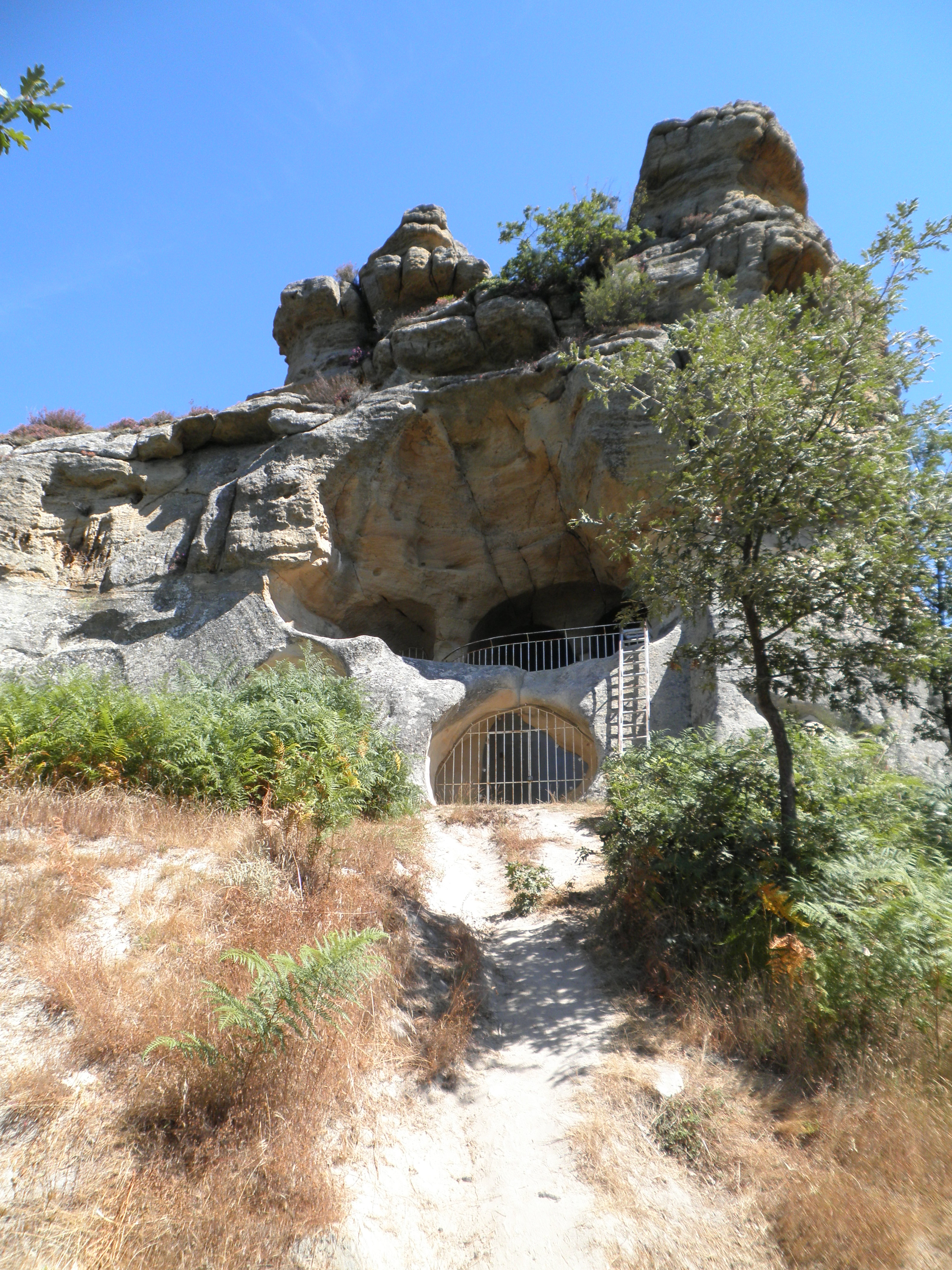
Ermita de San Miguel en Presillas.

La denominación arte rupestre de Valderredible hace referencia a un conjunto de iglesias y eremitorios excavados en piedra que se encuentran en dicho municipio del sur de Cantabria, en España. El valle de Valderredible alberga la mayor agrupación de iglesias rupestres de toda España, documentándose más de cincuenta iglesias rupestres, necrópolis y otras cavernas, con la posibilidad de que muchas más permanezcan sin descubrir. Aunque la mayor cantidad de conjuntos rupestres se encuentran en este municipio cántabro, también hay algunos ejemplos en municipios cercanos del norte de las provincias de Palencia y Brugos que se pueden vincular al mismo fenómeno.
Este grupo de construcciones eremíticas conforman uno de los mejores ejemplos rupestres de toda España y uno de los más importantes de Europa. Debido a este hecho la zona ha sido en ocasiones llamada "La Capadocia Ibérica".

## Contexto histórico
Valderredible significa etimológicamente valle de las riberas del Iber (Ebro). La existencia de roca arenisca en la zona propició la aparición de este fenómeno rupestre debido a la facilidad con la que se horada esta piedra. A lo largo de esta zona del alto Ebro se fueron instalando un buen número de anacoretas que reproducían un cristianismo que anteriormente se había desarrollado en los desiertos de Egipto. 
La llegada de los primeros monjes anacoretas a Valderredible se ha establecido tradicionalmente a partir del siglo VIII al X d. C., en relación con el avance del cristianismo durante la Reconquista y la llegada de poblaciones mozárabes al valle. No obstante hoy en día se asigna a esta llegada de población una cronología más antigua, entre los siglos VI y VII, coincidiendo con el máximo esplendor del monasterio de San Millán de la Cogolla y el dominio de los visigodos en este valle, respectivamente. Estas cronologías son siempre aproximaciones, pues de hecho sigue siendo actualmente muy complicado dar una fecha clara para cada una de las construcciones.
Estas iglesias o eremitorios rupestres sirvieron como refugio para los eremitas y anacoretas que se trasladaron a este lugar. Algunos de ellos solo tuvieron función de vivienda, mientras que otros se utilizaron para el culto, manteniéndose esa función durante los siglos posteriores. Asociados a estas construcciones encontramos numerosos ejemplos de enterramientos excavados en la piedra. Algunos de estos lugares aun siguen siendo utilizados para el culto en la actualidad, como es el caso de la iglesia de Santa María de Valverde.

## Ejemplos

### Valderredible(Cantabria)
La mayor concentración la encontramos en el valle cántabro de Valderredible, donde tenemos ejemplos de diferentes tipologías: 
- Iglesia rupestre de Arroyuelos.
- Iglesia rupestre de Cadalso.
- Iglesia rupestre de Santa María de Valverde.
- Iglesia rupestre de Campo de Ebro.
- Eremitorios rupestres del "Tobazo" en Villaescusa de Ebro.
- Necrópolis de "San Pantaleón" en La Puente del Valle.
- Complejo eremítico del "Cuevatón" en San Andrés de Valdelomar.
- Eremitorios de "Peña Castrejón" y "Peña Horacada" en San Martín de Valdelomar.
- Conjunto eremítico de "Los Ventanos" en Villamoñico.

### Norte dePalencia
- Eremitorio rupestre de San Vicente (municipio de Cervera de Pisuerga).
- Iglesia de los Santos Justo y Pastor en la localidad de Olleros de Pisuerga (municipio de Aguilar de Campoo).
- Ermita de San Pelayo de Villacibio (municipio de Aguilar de Campoo).
- Ermita rupestre de San Martín en Villarén de Valdivia (municipio de Pomar de Valdivia).

### Norte deBurgos
Ermita de San Miguel de Presillas (municipio de Alfoz de Bricia).